# 4. okręg wyborczy w Maryland
Czwarty okręg wyborczy w Maryland co dwa lata wybiera swojego przedstawiciela do Izby Reprezentantów Stanów Zjednoczonych. W skład okręgu wchodzą części hrabstw Montgomery i Prince George’s. Przedstawicielem okręgu w 111. Kongresie Stanów Zjednoczonych jest demokratka, Donna Edwards.

## Chronologiczna lista przedstawicieli

### 1789-1835
|  | Przedstawiciel            | Data objęcia urzędu  | Data opuszczenia urzędu | Partia polityczna                  |
|  | ------------------------- | -------------------- | ----------------------- | ---------------------------------- |
|  | William Smith             | 4 marca 1789         | 3 marca 1791            |                                    |
|  | Samuel Sterett            | 4 marca 1791         | 3 marca 1793            |                                    |
|  | Thomas Sprigg             | 4 marca 1793         | 3 marca 1797            | Partia Demokratyczno-Republikańska |
|  | George Baer Jr.           | 4 marca 1797         | 3 marca 1801            | Partia Federalistyczna             |
|  | Daniel Hiester            | 4 marca 1801         | 7 marca 1804            | Partia Demokratyczno-Republikańska |
|  | Roger Nelson              | 6 listopada 1804     | 14 maja 1810            | Partia Demokratyczno-Republikańska |
|  | Samuel Ringgold           | 15 października 1810 | 3 marca 1815            | Partia Demokratyczno-Republikańska |
|  | George Baer Jr.           | 4 marca 1815         | 3 marca 1817            | Partia Federalistyczna             |
|  | Samuel Ringgold           | 4 marca 1817         | 3 marca 1821            | Partia Demokratyczno-Republikańska |
|  | John Nelson               | 4 marca 1821         | 3 marca 1823            | Partia Demokratyczno-Republikańska |
|  | John Lee                  | 4 marca 1823         | 3 marca 1825            | Partia Federalistyczna             |
|  | Thomas Contee Worthington | 4 marca 1825         | 3 marca 1827            | Narodowi Republikanie              |
|  | Michael C. Sprigg         | 4 marca 1827         | 3 marca 1831            | Partia Demokratyczna               |
|  | Francis Thomas            | 4 marca 1831         | 3 marca 1833            | Partia Demokratyczna               |
|  | James P. Heath            | 4 marca 1833         | 3 marca 1835            | Partia Demokratyczna               |

### 1835-1843
dwa miejsca
|  | Przedstawiciel       | Data objęcia urzędu | Data opuszczenia urzędu | Partia polityczna    |
|  | -------------------- | ------------------- | ----------------------- | -------------------- |
|  | Benjamin Chew Howard | 4 marca 1835        | 3 marca 1839            | Partia Demokratyczna |
|  | James Carroll        | 4 marca 1839        | 3 marca 1841            | Partia Demokratyczna |
|  | Alexander Randall    | 4 marca 1841        | 3 marca 1843            | Partia Wigów         |

|  | Przedstawiciel  | Data objęcia urzędu | Data opuszczenia urzędu | Partia polityczna    |
|  | --------------- | ------------------- | ----------------------- | -------------------- |
|  | Isaac McKim     | 4 marca 1835        | 1 kwietnia 1838         | Partia Demokratyczna |
|  | John P. Kennedy | 25 kwietnia 1838    | 3 marca 1839            | Partia Wigów         |
|  | Solomon Hillen  | 4 marca 1839        | 3 marca 1841            | Partia Demokratyczna |
|  | John P. Kennedy | 4 marca 1841        | 3 marca 1843            | Partia Wigów         |

### od 1843
|    | Przedstawiciel          | Data objęcia urzędu | Data opuszczenia urzędu | Partia polityczna    |
| -- | ----------------------- | ------------------- | ----------------------- | -------------------- |
|    | John P. Kennedy         | 4 marca 1843        | 3 marca 1845            | Partia Wigów         |
| 24 | William Fell Giles      | 4 marca 1845        | 3 marca 1847            | Partia Demokratyczna |
| 25 | Robert Milligan McLane  | 4 marca 1847        | 3 marca 1851            | Partia Demokratyczna |
| 26 | Thomas Yates Walsh      | 4 marca 1851        | 3 marca 1853            | Partia Wigów         |
| 27 | William Thomas Hamilton | 4 marca 1853        | 3 marca 1855            | Partia Demokratyczna |
| 28 | Henry Winter Davis      | 4 marca 1855        | 3 marca 1861            |                      |
| 29 | Henry May               | 4 marca 1861        | 3 marca 1863            | Unionista            |
| 30 | Francis Thomas          | 4 marca 1863        | 3 marca 1869            |                      |
| 31 | Patrick Hamill          | 4 marca 1869        | 3 marca 1871            | Partia Demokratyczna |
| 32 | John Ritchie            | 4 marca 1871        | 3 marca 1873            | Partia Demokratyczna |
| 33 | Thomas Swann            | 4 marca 1873        | 3 marca 1879            | Partia Demokratyczna |
| 34 | Robert Milligan McLane  | 4 marca 1879        | 3 marca 1883            | Partia Demokratyczna |
| 35 | John Van Lear Findlay   | 4 marca 1883        | 3 marca 1887            | Partia Demokratyczna |
| 36 | Isidor Rayner           | 4 marca 1887        | 3 marca 1889            | Partia Demokratyczna |
| 37 | Henry Stockbridge Jr.   | 4 marca 1889        | 3 marca 1891            | Partia Republikańska |
| 38 | Isidor Rayner           | 4 marca 1891        | 3 marca 1895            | Partia Demokratyczna |
| 39 | John Kissig Cowen       | 4 marca 1895        | 3 marca 1897            | Partia Demokratyczna |
| 40 | William Watson McIntire | 4 marca 1897        | 3 marca 1899            | Partia Republikańska |
| 41 | James William Denny     | 4 marca 1899        | 3 marca 1901            | Partia Demokratyczna |
| 42 | Charles Reginald Schirm | 4 marca 1901        | 3 marca 1903            | Partia Republikańska |
| 43 | James William Denny     | 4 marca 1903        | 3 marca 1905            | Partia Demokratyczna |
| 44 | John Gill Jr.           | 4 marca 1905        | 3 marca 1911            | Partia Demokratyczna |
| 45 | John Charles Linthicum  | 4 marca 1911        | 5 października 1932     | Partia Demokratyczna |
| 46 | Ambrose Jerome Kennedy  | 8 listopada 1932    | 3 stycznia 1941         | Partia Demokratyczna |
| 47 | John Ambrose Meyer      | 3 stycznia 1941     | 3 stycznia 1943         | Partia Demokratyczna |
| 48 | Daniel Ellison          | 3 stycznia 1943     | 3 stycznia 1945         | Partia Republikańska |
| 49 | George Hyde Fallon      | 3 stycznia 1945     | 3 stycznia 1971         | Partia Demokratyczna |
| 50 | Paul Spyros Sarbanes    | 3 stycznia 1971     | 3 stycznia 1973         | Partia Demokratyczna |
| 51 | Marjorie Sewell Holt    | 3 stycznia 1973     | 3 stycznia 1987         | Partia Republikańska |
| 52 | Charles Thomas McMillen | 3 stycznia 1987     | 3 stycznia 1993         | Partia Demokratyczna |
| 53 | Albert Russell Wynn     | 3 stycznia 1993     | 31 maja 2008            | Partia Demokratyczna |
| 54 | Donna F. Edwards        | 17 czerwca 2008     |                         | Partia Demokratyczna |